# Lepanthes josei
Lepanthes josei är en orkidéart som beskrevs av Henry August Hespenheide och Donald Dungan Dod. Lepanthes josei ingår i släktet Lepanthes och familjen orkidéer. Inga underarter finns listade i Catalogue of Life.